# A Raposa e a Cegonha

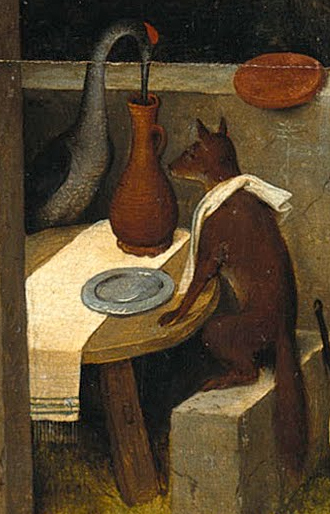
A raposa e o grou jantando juntos nos Provérbios Neerlandeses de Pieter Bruegel

A Raposa e a Cegonha, também conhecida como A Raposa e a Garça, é uma das fábulas de Esopo e é registrada pela primeira vez na coleção de Fedro. É numerado 426 no Perry Index.

## A fábula e seus usos

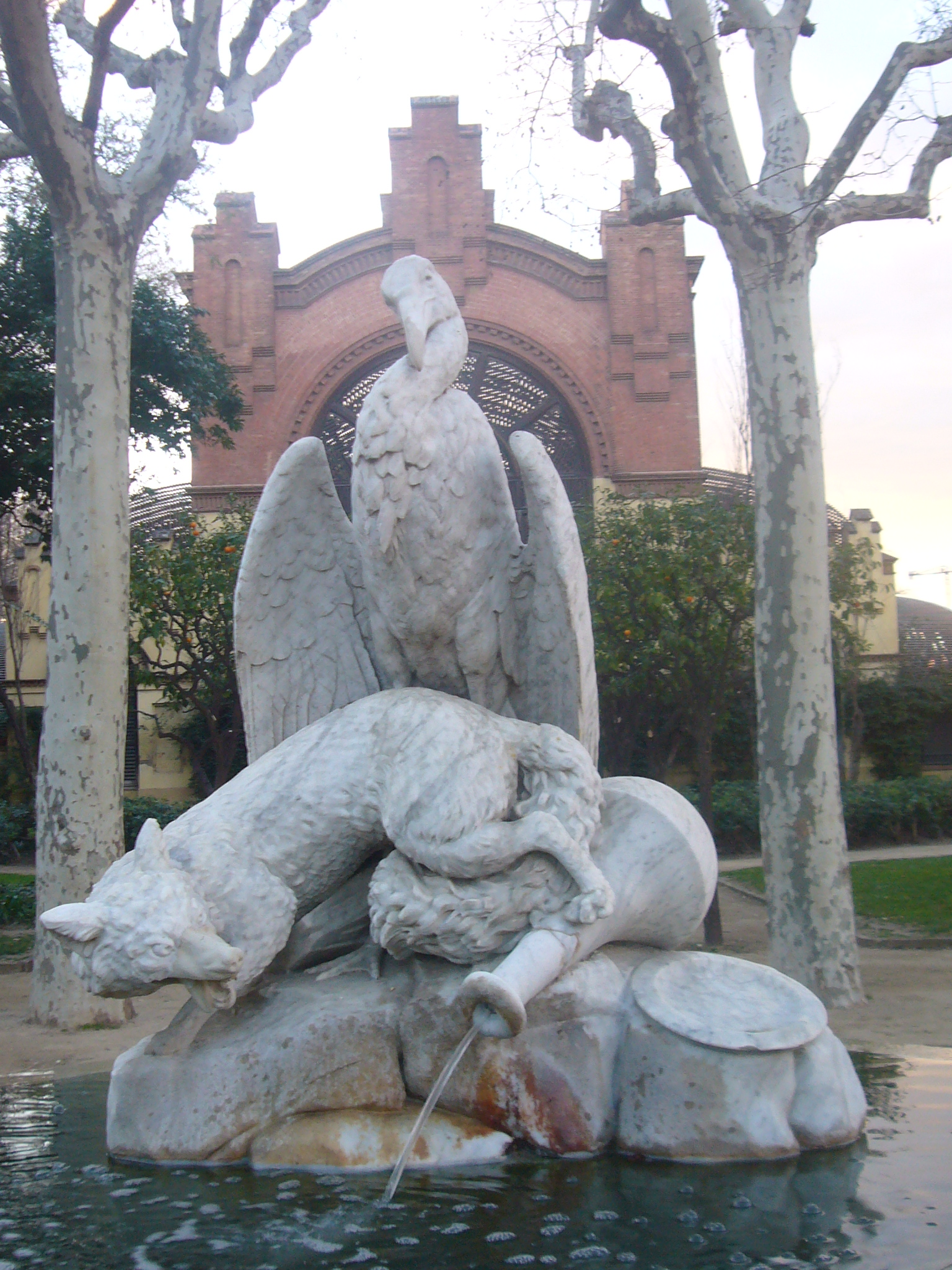
A fonte de 1884 projetada pelo escultor catalão Eduard Alentorn em Barcelona

Uma raposa convida uma cegonha para comer com ela e fornece sopa em uma tigela, que a raposa pode engolir facilmente; no entanto, a cegonha não pode beber com o bico. A cegonha então convida a raposa para uma refeição, que é servida em uma vasilha de gargalo estreito. É fácil para a cegonha acessar, mas impossível para a raposa. A moral tirada é que o trapaceiro deve esperar trapaça em troca e que a regra de ouro da conduta é fazer aos outros o que deseja para si mesmo.
A fábula é ilustrada desde a Idade Média na Europa. Uma das primeiras representações está no topo de uma coluna no lado norte dos claustros da Igreja Colegiada de São Urso em Aosta, Itália. No estilo românico do século XII, os truques da raposa e da cegonha são mostrados em lados diferentes. Embora a convenção pictórica medieval e do início do Renascimento permitisse designs compostos, os episódios das duas refeições apareciam no mesmo design. Depois disso, apenas um poderia aparecer, e geralmente era a vingança da cegonha que era retratada. No entanto, desde o século XIX, alguns artistas voltaram aos designs compostos.
Uma exceção nas artes aplicadas ocorreu quando ambos os episódios foram incluídos entre as 39 estátuas hidráulicas construídas para o labirinto de Versalhes que foi construído para Luís XIV para promover a educação do Delfim. Uma solução semelhante é fornecida pelas esculturas sugestivas na praça de Barzy-sur-Marne, onde os dois animais são justapostos em ângulos retos e a refeição é deixada para a imaginação do espectador. Uma solução diferente foi escolhida por Pieter Bruegel, o Velho, em sua descrição dos Provérbios Neerlandeses (1559). O ditado 'a raposa e a garça se entretêm' passou a significar que os trapaceiros procuram sua própria vantagem, de modo que os dois são retratados no centro da pintura sentados diante de seu receptáculo preferido.
A popularidade da história foi ainda mais garantida depois que apareceu nas Fábulas de La Fontaine (I.18). Começou então a ser aplicado em uma série de itens domésticos, incluindo botões, firebacks, raladores de rapé, louças domésticas e azulejos, e em papel de parede. Entre os artistas que o escolheram como tema estão Frans Snyders (cerca de 1650), Jan van Kessel (1661), Jean-Baptiste Oudry (1747) e seu filho Jacques-Charles, Hippolyte Lecomte e Philippe Rousseau (1816–1887). Ele também aparece no lado direito de "A Fábula" (1883), de Gustav Klimt. Ali a raposa é acompanhada por duas cegonhas, uma das quais tem uma rã no bico – em referência à fábula As Rãs que Desejavam um Rei. Na escultura contemporânea da fonte do catalão Eduard Alentorn (1855–1920) no Parc de la Ciutadella de Barcelona, a raposa frustrada chuta o vaso alto, de onde a água da fonte jorra.
No século XX, Le Renard et la Cigogne figurou na série de medalhas que ilustram as fábulas de La Fontaine lançadas por Jean Vernon (1940) e Marc Chagall fez dela a Placa 9 em suas gravuras delas (1952). Entre os arranjos musicais europeus estava um de Louis Lacombe (op. 72, 1875). Mais tarde, apareceu como a primeira peça em 6 Fabeln nach Aesop (1972), de Andre Asriel. Em 1995 foi entre as sete em tradução catalã que o compositor Xavier Benguerel i Godó colocou para recitação com acompanhamento orquestral.
A fábula também apareceu em selos postais ilustrando as fábulas de La Fontaine. Estes incluem o conjunto comemorativo de onze francos de 1977 do Burundi; o selo de 35 francos emitido pelo Daomé em 1972, posteriormente impresso como um valor de cinquenta francos para o Benim; o selo de 170 florins emitido como parte de um conjunto pela Hungria em 1960; e uma comemoração em Mônaco de 1972 do 350.º aniversário do nascimento do fabulista.